# Denezy
Denezy är en ort i kommunen Montanaire i kantonen Vaud i Schweiz. Den ligger cirka 25 kilometer nordost om Lausanne. Orten har cirka 210 invånare (2020).
Orten var före den 1 januari 2013 en egen kommun, men slogs då samman med kommunerna Chanéaz, Chapelle-sur-Moudon, Correvon, Martherenges, Neyruz-sur-Moudon, Peyres-Possens, Saint-Cierges och Thierrens till den nya kommunen Montanaire.